# 梅雷特·奧本海姆
梅雷特.奧本海姆（匈牙利語：Méret Elisabeth Oppenheim，1913年10月6日—1985年11月15日）是德國出生的瑞士超現實主義藝術家和攝影師。奧本海姆是超現實主義運動的成員，成員包含安德烈·布勒東、路易斯·布努埃尔、马克斯·恩斯特以及其他作家和視覺藝術家。除了藝術創作外，奧本海姆也以曼·雷的攝影模特而出名，其中最引人注目的是她與印刷機互動的一系列裸體照片。

## 早期生活
梅雷奧本海姆於1913年10月6日出生於柏林。奧本海姆以戈特弗里德凱勒（Gottfried Keller）的小說《綠色亨利》（Green Henry）中生活在樹林裡的野小孩梅雷萊林（Meretlein）為名。奧本海姆有兩個兄弟姐妹，妹妹Kristin（生於1915年）和弟弟Burkhard（生於1919年）。她的父親是德國猶太人醫生，1914年在戰爭爆發時被徵召入伍。因此，奧本海姆和過去為瑞士籍的母親搬到了瑞士德萊蒙的外祖父母家中。在瑞士，奧本海姆從小就接觸到大量的藝術和藝術家。奧本海姆也受到她的阿姨露絲溫格的啟發，特別是溫格對藝術和現代生活方式的熱愛。在20世紀20年代後期，奧本海姆進一步接觸到與現代主義、表現主義、野獸派和立體主義相關的藝術作品，此環境下使她對藝術表達的概念很感興趣，這是她作為超現實主義藝術家的職業生涯的預示。
1928年，奧本海姆的父親為她介紹了卡尔·荣格的著作並啟發了她的夢想。她的夢想將成為她大部分藝術的重要來源。保羅·克利1929年在巴塞爾藝術館的回顧展帶給了奧本海姆另一個強烈的影響，喚起了她對抽象的可能性。
1932年5月，18歲的奧本海姆搬到巴黎，零星地出席了大茅舍藝術學院。1933年，奧本海姆會見了让·阿尔普和阿爾伯托·賈科梅蒂。在拜訪她的工作室並看到她的作品後，阿爾普和賈科梅蒂邀請她參加10月27日至11月26日在巴黎舉行的《Salon des Surindépendants》的超現實主義展覽。奧本海姆後來會見了安德烈·布勒東，並開始參加超現實主義者圈子的布蘭奇咖啡館會議。不久後，她開始定期與布勒東和其他熟人會面，奧本海姆的交友圈也加入了其他超現實主義藝術家，如馬塞爾·杜尚、马克斯·恩斯特和曼·雷。杜尚、恩斯特與弗朗西斯·畢卡比亞喜好的概念方法對她的作品非常重要。

## 延伸閱讀
- Kleiner, Fred S.; Mamiya, Christian J.  12th. USA: Thompson Learning Co. 2005: 999–1000.

- Slatkin, Wendy.  4th. USA: Pearson Education. 2001: 203–204.

- . Hatje Cantz. 2013.  With Photographs by Heinrich Helfenstein. Translated from German by Catherine Schelbert.
- Oppenheim, Meret. . New York: Kent Fine Art. 1988.

- Galerie Krinzinger. . Graphische Kunstanstalt - Otto Sares, Wien. 1997. ISBN 3-900683-02-6.

## 外部連結
- Template:Helveticat
- Template:Helveticarchives
- Small gallery of Meret Oppenheim works （页面存档备份，存于）
- Artcyclopedia entry （页面存档备份，存于）
- IMAGO: Meret Oppenheim (1988/1996) （页面存档备份，存于）, film
- Dates and a portrait （页面存档备份，存于）
- Report and Picture （页面存档备份，存于）
- 在Find a Grave上的梅雷特·奧本海姆

Template:Surrealism